# 马兰 (科多尔省)
马兰（法語：Mâlain，法語發音：[malɛ̃]）是法国科多尔省的一个市镇，位于该省中部，属于第戎区和乌什河与山岳市镇公共社区。

## 地理
马兰（47°19'33"N, 4°47'41"E）面积11.24 平方千米，位于法国勃艮第-弗朗什-孔泰大區科多尔省，该省份为法国中东部省份，北起奥布省，西接涅夫勒省和约讷省，南至索恩-卢瓦尔省，东南接汝拉省，东临上索恩省，东北部与上马恩省接壤。
与马兰接壤的市镇（或旧市镇、城区）包括：昂塞、乌什河畔圣玛丽、普拉隆、萨维尼苏马兰、博尔姆拉罗什、乌什河畔弗勒雷。
马兰的时区为UTC+01:00、UTC+02:00（夏令时）。

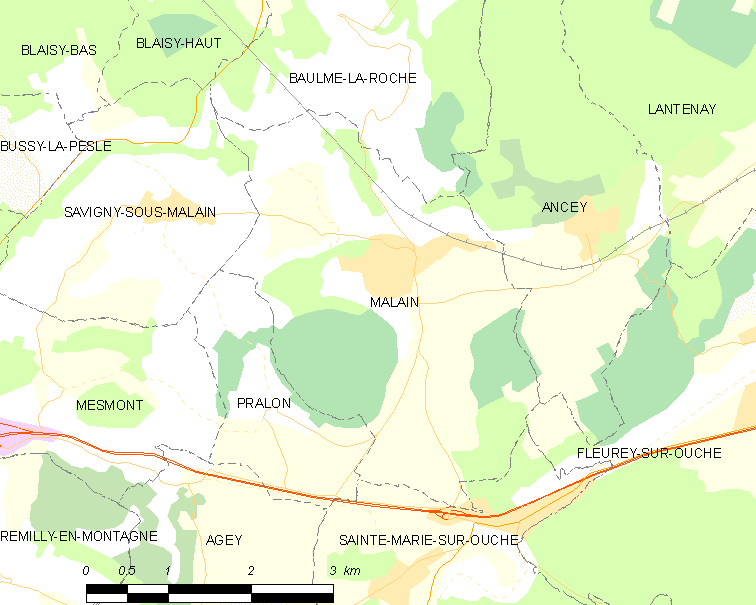
马兰的OSM定位图

## 行政
马兰的邮政编码为21410，INSEE市镇编码为21373。

## 政治
马兰所属的省级选区为塔朗县。

## 人口

1962-2008年间马兰人口变化图示

马兰于2022年1月1日时的人口数量为782人。